# Patch Adams
Hunter Doherty „Patch” Adams (ur. 28 maja 1945 w Waszyngtonie) – amerykański aktywista społeczny, lekarz, klaun i aktor.
W 1972 roku założył Gesundheit! Institute.
W 1998 roku na podstawie jego biografii Gesundheit: Good Health Is a Laughing Matter powstał film zatytułowany Patch Adams, z Robinem Williamsem w roli tytułowej.